# Lijst van planetoïden 1701-1800
Dit is een lijst van planetoïden 1701-1800. Voor de volledige lijst, zie de lijst van planetoïden.
| Naam                  | Voorlopige naamgeving | Datum ontdekking  | Ontdekker                                             |
| --------------------- | --------------------- | ----------------- | ----------------------------------------------------- |
| (1701) Okavango       | 1953 NJ               | 6 juli 1953       | J. Churms                                             |
| (1702) Kalahari       | A924 NC               | 7 juli 1924       | E. Hertzsprung                                        |
| (1703) Barry          | 1930 RB               | 2 september 1930  | M.F. Wolf                                             |
| (1704) Wachmann       | A924 EE               | 7 maart 1924      | K. Reinmuth                                           |
| (1705) Tapio          | 1941 SL1              | 26 september 1941 | L. Oterma                                             |
| (1706) Dieckvoss      | 1931 TS               | 5 oktober 1931    | K. Reinmuth                                           |
| (1707) Chantal        | 1932 RL               | 8 september 1932  | E. Delporte                                           |
| (1708) Pólit          | 1929 XA               | 1 december 1929   | J. Comas Solá                                         |
| (1709) Ukraina        | 1925 QA               | 16 augustus 1925  | G. Shajn                                              |
| (1710) Gothard        | 1941 UF               | 20 oktober 1941   | G. Kulin                                              |
| (1711) Sandrine       | 1935 BB               | 29 januari 1935   | E. Delporte                                           |
| (1712) Angola         | 1935 KC               | 28 mei 1935       | C. Jackson                                            |
| (1713) Bancilhon      | 1951 SC               | 27 september 1951 | L. Boyer                                              |
| (1714) Sy             | 1951 OA               | 25 juli 1951      | L. Boyer                                              |
| (1715) Salli          | 1938 GK               | 9 april 1938      | H. Alikoski                                           |
| (1716) Peter          | 1934 GF               | 4 april 1934      | K. Reinmuth                                           |
| (1717) Arlon          | 1954 AC               | 8 januari 1954    | S.J. Arend                                            |
| (1718) Namibia        | 1942 RX               | 14 september 1942 | M. Väisälä                                            |
| (1719) Jens           | 1950 DP               | 17 februari 1950  | K. Reinmuth                                           |
| (1720) Niels          | 1935 CQ               | 7 februari 1935   | K. Reinmuth                                           |
| (1721) Wells          | 1953 TD3              | 3 oktober 1953    | Universiteit van Indiana                              |
| (1722) Goffin         | 1938 EG               | 23 februari 1938  | E. Delporte                                           |
| (1723) Klemola        | 1936 FX               | 18 maart 1936     | Y. Väisälä                                            |
| (1724) Vladimir       | 1932 DC               | 28 februari 1932  | E. Delporte                                           |
| (1725) CrAO           | 1930 SK               | 20 september 1930 | G. N. Neujmin                                         |
| (1726) Hoffmeister    | 1933 OE               | 24 juli 1933      | K. Reinmuth                                           |
| (1727) Mette          | 1965 BA               | 25 januari 1965   | A.D. Andrews                                          |
| (1728) Goethe Link    | 1964 TO               | 12 oktober 1964   | Universiteit van Indiana                              |
| (1729) Beryl          | 1963 SL               | 19 september 1963 | Universiteit van Indiana                              |
| (1730) Marceline      | 1936 UA               | 17 oktober 1936   | M. Laugier                                            |
| (1731) Smuts          | 1948 PH               | 9 augustus 1948   | E.L. Johnson                                          |
| (1732) Heike          | 1943 EY               | 9 maart 1943      | K. Reinmuth                                           |
| (1733) Silke          | 1938 DL1              | 19 februari 1938  | A. Bohrmann                                           |
| (1734) Zhongolovich   | 1928 TJ               | 11 oktober 1928   | G.N. Neujmin                                          |
| (1735) ITA            | 1948 RJ1              | 10 september 1948 | P.F. Shajn                                            |
| (1736) Floirac        | 1967 RA               | 6 september 1967  | G. Soulié                                             |
| (1737) Severny        | 1966 TJ               | 13 oktober 1966   | L.I. Tsjernych                                        |
| (1738) Oosterhoff     | 1930 SP               | 16 september 1930 | H. van Gent                                           |
| (1739) Meyermann      | 1939 PF               | 15 augustus 1939  | K. Reinmuth                                           |
| (1740) Paavo Nurmi    | 1939 UA               | 18 oktober 1939   | Y. Väisälä                                            |
| (1741) Giclas         | 1960 BC               | 26 januari 1960   | Universiteit van Indiana                              |
| (1742) Schaifers      | 1934 RO               | 7 september 1934  | K. Reinmuth                                           |
| (1743) Schmidt        | 4109 P-L              | 24 september 1960 | C.J. van Houten, I. van Houten-Groeneveld, T. Gehrels |
| (1744) Harriet        | 6557 P-L              | 24 september 1960 | C.J. van Houten, I. van Houten-Groeneveld, T. Gehrels |
| (1745) Ferguson       | 1941 SY1              | 17 september 1941 | J.E. Willis                                           |
| (1746) Brouwer        | 1963 RF               | 14 september 1963 | Universiteit van Indiana                              |
| (1747) Wright         | 1947 NH               | 14 juli 1947      | C.A. Wirtanen                                         |
| (1748) Mauderli       | 1966 RA               | 7 september 1966  | P. Wild                                               |
| (1749) Telamon        | 1949 SB               | 23 september 1949 | K. Reinmuth                                           |
| (1750) Eckert         | 1950 NA1              | 15 juli 1950      | K. Reinmuth                                           |
| (1751) Herget         | 1955 OC               | 27 juli 1955      | Universiteit van Indiana                              |
| (1752) van Herk       | 1930 OK               | 22 juli 1930      | H. van Gent                                           |
| (1753) Mieke          | 1934 JM               | 10 mei 1934       | H. van Gent                                           |
| (1754) Cunningham     | 1935 FE               | 29 maart 1935     | E. Delporte                                           |
| (1755) Lorbach        | 1936 VD               | 8 november 1936   | M. Laugier                                            |
| (1756) Giacobini      | 1937 YA               | 24 december 1937  | A. Patry                                              |
| (1757) Porvoo         | 1939 FC               | 17 maart 1939     | Y. Väisälä                                            |
| (1758) Naantali       | 1942 DK               | 18 februari 1942  | L. Oterma                                             |
| (1759) Kienle         | 1942 RF               | 11 september 1942 | K. Reinmuth                                           |
| (1760) Sandra         | 1950 GB               | 10 april 1950     | E.L. Johnson                                          |
| (1761) Edmondson      | 1952 FN               | 30 maart 1952     | Universiteit van Indiana                              |
| (1762) Russell        | 1953 TZ               | 8 oktober 1953    | Universiteit van Indiana                              |
| (1763) Williams       | 1953 TN2              | 13 oktober 1953   | Universiteit van Indiana                              |
| (1764) Cogshall       | 1953 VM1              | 7 november 1953   | Universiteit van Indiana                              |
| (1765) Wrubel         | 1957 XB               | 15 december 1957  | Universiteit van Indiana                              |
| (1766) Slipher        | 1962 RF               | 7 september 1962  | Universiteit van Indiana                              |
| (1767) Lampland       | 1962 RJ               | 7 september 1962  | Universiteit van Indiana                              |
| (1768) Appenzella     | 1965 SA               | 23 september 1965 | P. Wild                                               |
| (1769) Carlostorres   | 1966 QP               | 25 augustus 1966  | Z. Pereyra                                            |
| (1770) Schlesinger    | 1967 JR               | 10 mei 1967       | C.U. Cesco, A.R. Klemola                              |
| (1771) Makover        | 1968 BD               | 24 januari 1968   | L.I. Tsjernych                                        |
| (1772) Gagarin        | 1968 CB               | 6 februari 1968   | L.I. Tsjernych                                        |
| (1773) Rumpelstilz    | 1968 HE               | 17 april 1968     | P. Wild                                               |
| (1774) Kulikov        | 1968 UG1              | 22 oktober 1968   | T.M. Smirnova                                         |
| (1775) Zimmerwald     | 1969 JA               | 13 mei 1969       | P. Wild                                               |
| (1776) Kuiper         | 2520 P-L              | 24 september 1960 | C.J. van Houten, I. van Houten-Groeneveld, T. Gehrels |
| (1777) Gehrels        | 4007 P-L              | 24 september 1960 | C.J. van Houten, I. van Houten-Groeneveld, T. Gehrels |
| (1778) Alfvén         | 4506 P-L              | 26 september 1960 | C.J. van Houten, I. van Houten-Groeneveld, T. Gehrels |
| (1779) Paraná         | 1950 LZ               | 15 juni 1950      | M. Itzigsohn                                          |
| (1780) Kippes         | A906 RA               | 12 september 1906 | A. Kopff                                              |
| (1781) Van Biesbroeck | A906 UB               | 17 oktober 1906   | A. Kopff                                              |
| (1782) Schneller      | 1931 TL1              | 6 oktober 1931    | K. Reinmuth                                           |
| (1783) Albitskij      | 1935 FJ               | 24 maart 1935     | G.N. Neujmin                                          |
| (1784) Benguella      | 1935 MG               | 30 juni 1935      | C. Jackson                                            |
| (1785) Wurm           | 1941 CD               | 15 februari 1941  | K. Reinmuth                                           |
| (1786) Raahe          | 1948 TL               | 9 oktober 1948    | H. Alikoski                                           |
| (1787) Chiny          | 1950 SK               | 19 september 1950 | S.J. Arend                                            |
| (1788) Kiess          | 1952 OZ               | 25 juli 1952      | Universiteit van Indiana                              |
| (1789) Dobrovolsky    | 1966 QC               | 19 augustus 1966  | L.I. Tsjernych                                        |
| (1790) Volkov         | 1967 ER               | 9 maart 1967      | L.I. Tsjernych                                        |
| (1791) Patsayev       | 1967 RE               | 4 september 1967  | T.M. Smirnova                                         |
| (1792) Reni           | 1968 BG               | 24 januari 1968   | L.I. Tsjernych                                        |
| (1793) Zoya           | 1968 DW               | 28 februari 1968  | T.M. Smirnova                                         |
| (1794) Finsen         | 1970 GA               | 7 april 1970      | J.A. Bruwer                                           |
| (1795) Woltjer        | 4010 P-L              | 24 september 1960 | C.J. van Houten, I. van Houten-Groeneveld, T. Gehrels |
| (1796) Riga           | 1966 KB               | 16 mei 1966       | N.S. Tsjernych                                        |
| (1797) Schaumasse     | 1936 VH               | 15 november 1936  | A. Patry                                              |
| (1798) Watts          | 1949 GC               | 4 april 1949      | Universiteit van Indiana                              |
| (1799) Koussevitzky   | 1950 OE               | 25 juli 1950      | Universiteit van Indiana                              |
| (1800) Aguilar        | 1950 RJ               | 12 september 1950 | M. Itzigsohn                                          |